# 拉傑赫銀行
拉杰赫银行（阿拉伯语：‎）是一所沙特阿拉伯银行，按市值计算是沙特最大银行，也是世界上最大的伊斯兰银行。总部位于利雅得，在科威特、约旦和马来西亚有分行。它成立于1957年，2006年改现名。